# François Dubet

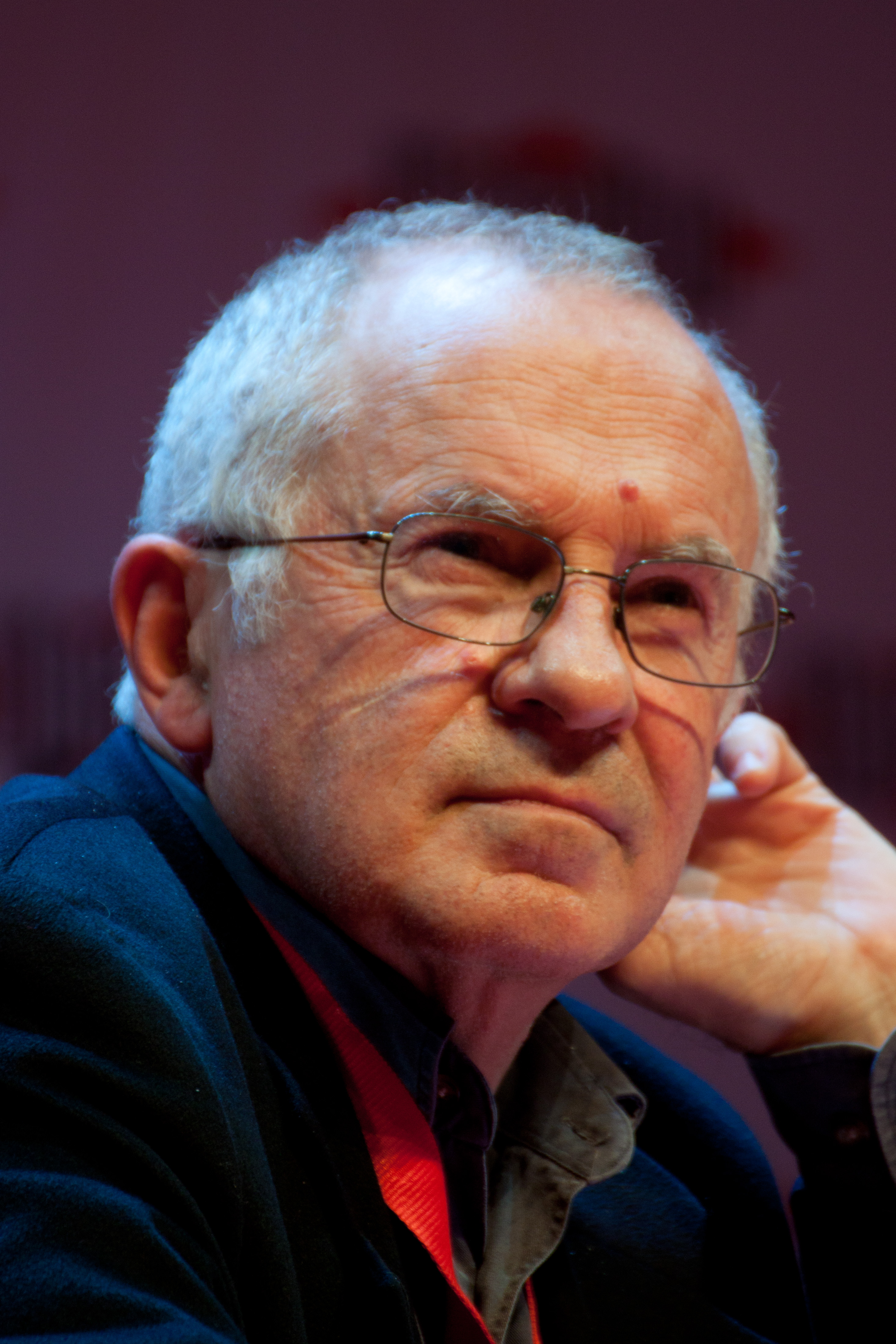
François Dubet

François Dubet (* 23. Mai 1946 in Périgueux) ist ein französischer Soziologe.
Dubet lehrt an der Universität Bordeaux-II. Er veröffentlichte Werke über soziale Bewegungen und städtische Segregation. Seine jüngeren Veröffentlichungen befassen sich mit der Krise des Wohlfahrtsstaates und dem subjektiven Ungerechtigkeitsempfinden am Arbeitsplatz. In einer großangelegten empirischen Untersuchung haben Dubet und sein Forschungsteam bei etwa 1.500 Erwerbstätigen (Arbeiter, Angestellte, Akademiker, Landwirte) deren subjektives Ungerechtigkeitsempfinden in Einzelgesprächen, Gruppendiskussionen und mit standardisierten Fragebogen ermittelt. Den Gerechtigkeitsbegriff schlüsselt Dubet nach drei Grundprinzipien auf: „Gleichheit“, „Leistung“ und „Autonomie“.

## Schriften
- Le Déclin de l'institution. Edition du Seuil, Paris 2002
- L'École des chances: qu'est-ce qu'une école juste? Edition du Seuil, Paris 2004
- Injustices. L'expérience des inégalités au travail. Edition du Seuil, Paris 2006.
  - Deutsche Übersetzung: Ungerechtigkeiten. Zum subjektiven Ungerechtigkeitsempfinden am Arbeitsplatz. Hamburger Edition, Hamburg 2008
- Le temps des passions tristes. Inégalités et populisme. Edition du Seuil, Paris 2019.